# Brevet de technicien supérieur - Design de communication, espace et volume
 (mai 2017).
Si vous disposez d'ouvrages ou d'articles de référence ou si vous connaissez des sites web de qualité traitant du thème abordé ici, merci de compléter l'article en donnant les références utiles à sa vérifiabilité et en les liant à la section « Notes et références ».
Le brevet de technicien supérieur en design de communication, espace et volume est un diplôme national de l'enseignement supérieur français se préparant en deux ans. Il a été créé à la rentrée 2008 (pour une première session à l'examen en 2010) et remplace le BTS Expression visuelle.
Depuis 2019, la mise à niveau en arts appliqués (MANAA) et les BTS en design sont remplacés progressivement par le diplôme national des métiers d’arts et du design (DNMADE) d'une durée de 3 ans et conférant le grade de licence (180 crédits ECTS). En 2020, il n'est plus possible de postuler en BTS design de produits. La dernière session d'examen du BTS design de produits a lieu en 2021,,.

## Fonction
À mi-chemin entre les BTS Design graphique et Design d’Espace, le BTS DCEV prépare à la conception de lieux de présentation de messages ou de promotion de produits. Les domaines d’applications sont vastes mais les principaux sont : le packaging, la PLV, l’aménagement de vitrines ou de boutiques, les stands d'exposition, la muséographie, la scénographie.

## Recrutement
Comme tous les BTS Arts appliqués, le BTS DCEV est accessible directement après un baccalauréat STD2A, après une année de MANAA pour les autres bacheliers mais aussi après un BT Dessinateur Maquettiste ou une formation artistique dans le domaine des arts plastiques ou appliqués.

## Établissements préparant au BTS DCEV
- Lycée Léonard-de-Vinci, Antibes
- Lycée Le Mirail-Immaconcept, Bordeaux (privé sous contrat d'association)
- Lycée La Martinière-Diderot, Lyon
- Lycée Marie-Curie, Marseille
- ESAA Boulle, Paris
- ENSAAMA Olivier-de-Serres, Paris
- Lycée Maximilien-Vox , Paris
- ESAAT, Roubaix
- Lycée Rive Gauche, Toulouse